# XI Festival olimpico invernale della gioventù europea
Il Festival olimpico invernale della gioventù europea 2013 è stato la 11ª edizione della manifestazione multisportiva organizzata dai Comitati Olimpici Europei. Si è svolto a Brașov, in Romania, dal 17 al 22 febbraio 2013.

## Discipline
| Disciplina            | Maschile | Femminile | Misti | Totali |
| --------------------- | -------- | --------- | ----- | ------ |
| Biathlon              | 2        | 2         | 1     | 5      |
| Hockey su ghiaccio    | 1        |           |       | 1      |
| Pattinaggio di figura | 1        | 1         |       | 2      |
| Salto con gli sci     | 2        | 2         | 1     | 5      |
| Sci alpino            | 2        | 2         | 1     | 5      |
| Sci di fondo          | 3        | 3         | 1     | 7      |
| Short track           | 3        | 3         | 1     | 7      |
| Snowboard             | 2        | 2         |       | 4      |

## Calendario
| ● | Cerimonia d'apertura |  | Gare | ● | Finali | ● | Cerimonia di chiusura |

| Febbraio 2013         | Dom 17 | Lun 18 | Mar 19 | Mer 20 | Gio 21 | Ven 22 | Medaglie d'oro |
| --------------------- | ------ | ------ | ------ | ------ | ------ | ------ | -------------- |
| Cerimonie             | ●      |        |        |        |        | ●      |                |
| Biathlon              |        |        | ●●     |        | ●●     | ●      | 5              |
| Hockey su ghiaccio    |        |        |        |        |        | ●      | 1              |
| Pattinaggio di figura |        |        |        |        | ●      | ●      | 2              |
| Salto con gli sci     |        | ●      | ●      | ●      | ●      | ●      | 5              |
| Sci alpino            |        | ●      | ●      | ●      | ●      | ●      | 5              |
| Sci di fondo          |        | ●●     | ●●     |        | ●●     | ●      | 7              |
| Short track           | ●●     | ●●     | ●●●    |        |        |        | 7              |
| Snowboard             |        |        | ●●     |        | ●●     |        | 4              |
| Medaglie d'oro totali | 2      | 6      | 11     | 2      | 9      | 6      | 36             |

## Medagliere
| Pos.   | Paese         | Oro | Argento | Bronzo | Totale |
| ------ | ------------- | --- | ------- | ------ | ------ |
| 1      | Russia        | 11  | 7       | 4      | 22     |
| 2      | Germania      | 6   | 7       | 3      | 16     |
| 3      | Francia       | 4   | 3       | 5      | 12     |
| 4      | Slovenia      | 3   | 3       | 4      | 10     |
| 5      | Austria       | 2   | 4       | 6      | 12     |
| 6      | Italia        | 2   | 4       | 2      | 8      |
| 7      | Norvegia      | 2   | 2       | 2      | 6      |
| 8      | Romania       | 1   | 2       | 0      | 3      |
| 9      | Polonia       | 1   | 1       | 2      | 4      |
| 10     | Ucraina       | 1   | 1       | 1      | 3      |
| 11     | Svizzera      | 1   | 0       | 3      | 4      |
| 12     | Finlandia     | 1   | 0       | 1      | 2      |
| 13     | Rep. Ceca     | 1   | 0       | 0      | 1      |
| 14     | Gran Bretagna | 0   | 1       | 0      | 1      |
| 14     | Lituania      | 0   | 1       | 0      | 1      |
| 15     | Bielorussia   | 0   | 0       | 1      | 1      |
| 15     | Estonia       | 0   | 0       | 1      | 1      |
| 15     | Paesi Bassi   | 0   | 0       | 1      | 1      |
| Totale | Totale        | 36  | 36      | 36     | 108    |